# Stade Thammasat
Le stade Thammasat (en thaï : สนามกีฬาธรรมศาสตร์ รังสิต) est un stade d'athlétisme et de football situé à Pathum Thani en Thaïlande, sur le campus de Rangsit de l'université Thammasat.